# تفاعل البوليمراز المتسلسل بالزمن الحقيقي

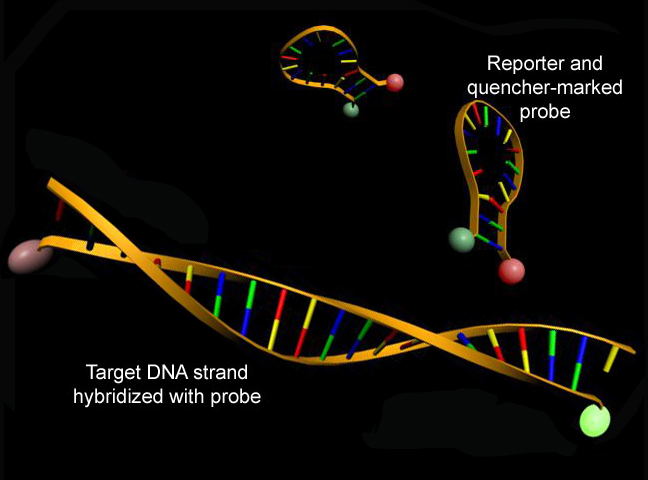
تفاعل البوليميراز المتسلسل اللحظي يستخدم جزيئات الفلوروفور (مولدة للضوء أو حاملة فلورية) للكشف عن مستوى التعبير الجيني

تفاعل البوليميراز المتسلسل بالزمن الحقيقي أو تفاعل البوليميراز المتسلسل اللحظي (بالإنجليزية: real-time polymerase chain reaction)‏ ويسمى أيضا تفاعل البوليميراز المتسلسل الكمي اللحظي (بالإنجليزية: quantitative real time polymerase chain reaction)‏ (بسبب قياسه كمية الحمض النووي أيضا) أو أيضا تفاعل البوليمراز المتسلسل الحركي وهو أداة مهمة في علم الأحياء الجزيئي.
تعتمد هذه التقنية المخبرية على نفس مبدأ تفاعل البوليميراز المتسلسل ولكن الفرق هو أنه يتم تقدير كمية الدنا المتضاعف خلال حدوث التفاعل ومباشرة.
وكثيرا ما يعتمد تفاعل البوليميراز المتسلسل اللحظي على الاستنساخ العكسي لعملية تحديد كمية مرسال الحمض الخماسي النووي في الخلية وكذلك الرنا غير المشفر أيضا.
يتيح تفاعل البلمرة المتسلسل اللحظي رصد وقياس كميات المتتابع النووي في عينة تحمل حمض نووي خماسي سواء مؤكسد أو غير مؤكسد DNA/RNA. كمية الحمض النووي التي يتم قياسها قد تكون رقما مطلقا لعدد النسخ للمتتابع أو كمية متوازية أو متوافقة مع كمية معلومة من المتتابع النووي المدخل.
طريقة عمل التفاعل اللحظي تشبه تفاعل البلمرة التقليدي حيث تكون الخطوة الأساسية هي اكثار الحمض النووي ويتم رصد عملية الإكثار خلال تقدم التفاعل بطريقة لحظية. وهذه الخاصية تتيح رصد التفاعل حتى نقطة النهاية. توجد طريقتان لرصد المنتج في تفاعل البلمرة اللحظي: (1) الصبغات المشعة غير المتخصصة والتي ترتبط بأي متتابع نووي ( سكر خماسي مؤكسد) و (2) المسبار المتخصص والمحتوي على وحدات نيوكليوتيدية معلمة بجزيئات مشعة تتيح الرصد بعد عملية التزاوج بين المسبار والحمض النووي المكملة لها